# Воја Солдатовић
Воја Солдатовић (Нови Сад, 9. новембар 1945 — Нови Сад, 22. јул 2021) био је српски позоришни редитељ и професор глуме младим оперским певачима и координатор Оперског студија на Академији уметности у Новом Саду.

## Биографија
Студије режије уписује 1964. на љубљанској Академији за позориште, радио филм и телевизију у класи професора Славка Јана. Већ 1967. дебитује као редитељ у Љубљани комедијом „Слуга двају господара” (Голдони), а исте године потписује свој први аранжман у Српском народном позоришту где режира дипломску представу „Нисам Ајфелова кула” румунске списатељице Екатерине Опроју. У СНП-у је остао четири сезоне и за то време режирао, између осталог, „Ветар у гранама Сасафраса”, „Клопка за беспомоћног човека”, „Ноћ за Марију” и друге представе. Године 1971. прелази у Марибор у „Словенско народно гледалишче” где остаје двадесет сезона, након чега се враћа у Нови Сад и 1. јануара 1991. постаје управник „Позоришта Младих”. У то време, позориште доживљава своју ренесансу. Од 1. септембра 1999. је у Српском народном позоришту постао стални редитељ Опере.
У свом изузетно богатом уметничком раду, Солдатовић је режирао преко 160 представа (поред двадесетак праизведби словеначких аутора и дела Мрожека, Монтерлана, Фејдоа, Бонда, Арабала, Бекета, Гелдерода, Хавела и многе друге) широм бивше Југославије, али и у иностранству, а такође има и преко 150 телевизијских режија за ТВ Љубљану, ТВ Марибор и ТВ Нови Сад.
Режирао је у свим словеначким позориштима, али и у Сарајеву, Тузли, Бањој Луци, Ријеци (и у хрватској и у италијанској драми), Осијеку, Београду, Зрењанину, Суботици, Крушевцу, Крагујевцу, Шапцу, као и у „Румунском националном театру” у Темишвару. Његове представе су игране на гостовањима по Италији, Аустрији, Чешкој, Мађарској, Румунији и Француској.
Добио је више признања за свој редитељски рад, међу њима Бориштникова награда у Марибору 1971, два Златна смијеха у Загребу 1988, Октобарску награду Новог Сада 1993, Награду за режију на Сусрету војвођанских позоришта 1997, Златну медаљу „Јован Ђорђевић” 2000, Искру културе Културно-просветне заједнице Војводине 2002. и многе друге.
Као 'гост' из Марибора, у Драми СНП-а је режирао неколико врло успешних представа:
- „Чешаљ” (Фадил Хаџић)
- „Мој тата, социјалистички кулак” (Тоне Партљич)
- „Три жене” (Дача Мараини)
- „Светислав и Милева” (Милош Николић) која је представа-рекордер СНП-а јер је играна непрестано 20 сезона.

На оперској сцени СНП-а поставио је неколико представа које су забележиле огроман успех:
- „Виолиниста на крову” (1992) - мјузикл Џерија Бока и Џозефа Стејна
- „Вива ла мама” (1991) - опера Гаетана Доницетија – 13 година на сцени, обновљена у сезони 2009/10. под именом „Позоришне згоде и незгоде”
- „Љубавни напитак” (1995) - опера Гаетана Доницетија
- „Човек од ла Манче” (1995) - мјузикл Мича Леја, Џоа Дариона и Дејла Васермана
- „Риголето” (2003) - опера Ђузепеа Вердија, која је постигла огроман успех на гостовању у Кану (Француска) у марту 2006.

У новосадском „Позоришту Младих” неке од његових представа су постале култне, као што су „Хеј, дођите да причамо о љубави” (изведена преко 150 пута), „Гусарске приче” (120 пута), „Позориште у коферу” (105 пута).
Од 1997. је редовни професор Академије уметности у Новом Саду где предаје глуму младим оперским певачима и води Оперски студио.